# Андріс Шкеле
Андріс Штєле (латис. Andris Šķēle; нар. 16 січня 1958, Апе, Латвійська РСР)  — латвійський політик, один з найзаможніших підприємців Латвії. Двічі обіймав посаду прем'єр-міністра: від 21 грудня 1995 до 6 серпня 1997 (не представляв жодної партії) та від 16 липня 1999 до 5 травня 2000 року (від Народної партії).
Пішов з політики через звинувачення (не доведені) в педофілії, які висунув проти нього представник соціал-демократів Яніс Адамсонс. Був депутатом 7-го та 8-го Сейму. 2009 знову обраний головою НП, 2010 обраний депутатом 10-го Сейму.